# سام هاردي
سام هاردي (بالإنجليزية: Sam Hardy)‏ (26 أغسطس 1883 بتشيسترفيلد في المملكة المتحدة - 24 أكتوبر 1966 بتشيسترفيلد في المملكة المتحدة) هو لاعب كرة قدم بريطاني (وحمل سابقاً جنسية المملكة المتحدة لبريطانيا العظمى وأيرلندا) في مركز حراسة المرمى. شارك مع منتخب إنجلترا لكرة القدم. أما مع النوادي، فقد لعب مع أستون فيلا ونادي ليفربول ونوتينغهام فورست ونادي تشيسترفيلد.

## وصلات خارجية
- سام هاردي على موقع قاعدة بيانات كرة القدم.إي يو (الإنجليزية)
- سام هاردي على موقع ناشيونال فوتبول تيمز (الإنجليزية)